# Пуховська культура

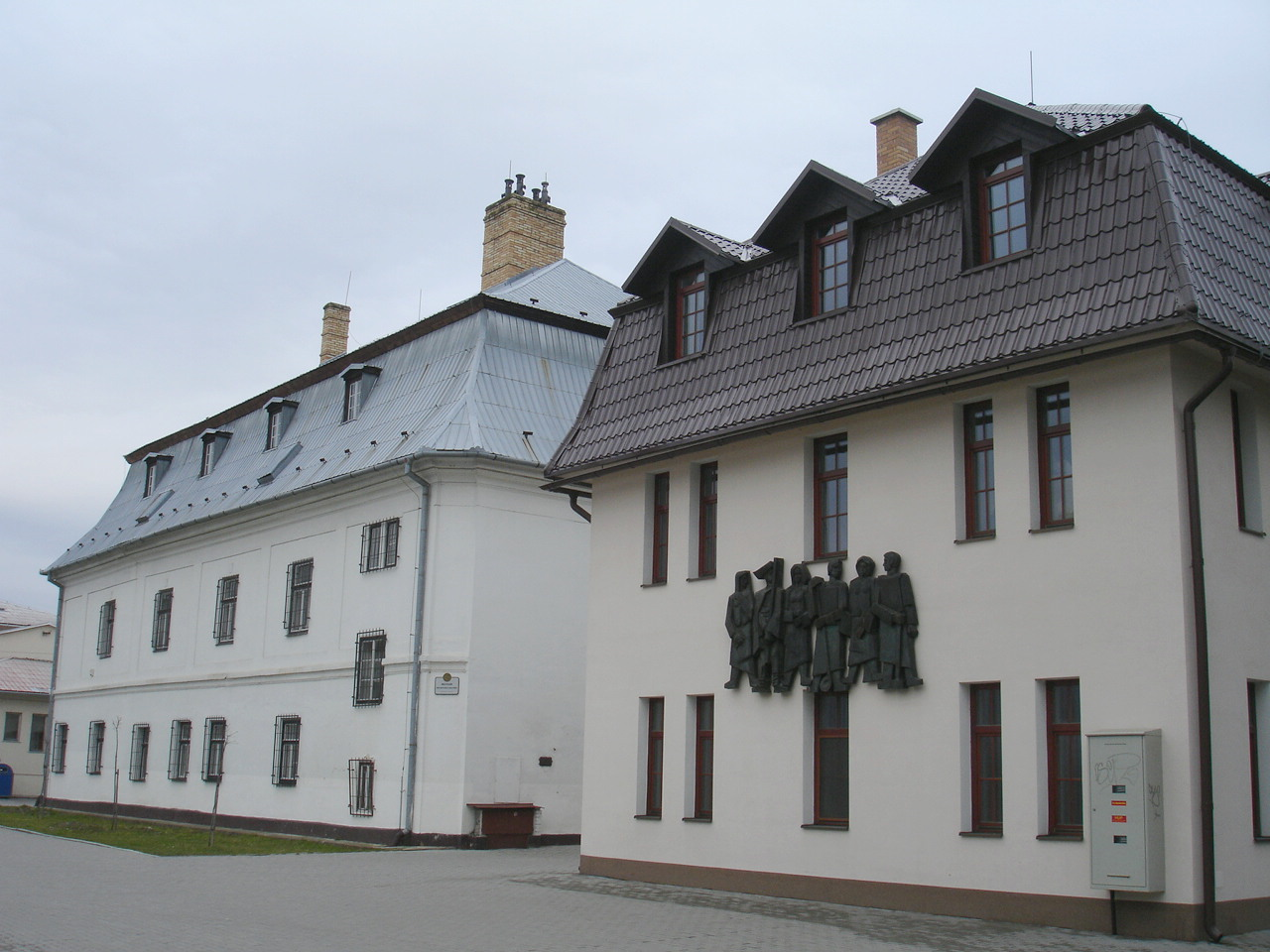
Музей Пуховської культури, Пухов, Словаччина

Пуховська культура - археологічна культура названа від м.Пухов в Словаччині. Її носіями імовірно були кельтське плем'я Котіни і/або Анарти.
Вона існувала в північній та центральній Словаччині між II ст. до н.е. та І ст. н.е. Пуховська культура розвинулася від Лужицької культури і пізніше мали впливи від Іллірійців, Кельтів та Даків. Поселення розташовувалися на невеликих пагорбах та біля струмків. Найбільш відомий релігійний, економічний та політичний центр Пуховської культури - городище Гавранок, відоме залишками людських жертв. З початком нашої ери, в результаті експансії дацьких та германських племен, поселення Пуховської культури занепадають, а їх мешканці асимілюються з Даками та іншими племенами.
Поселення Пухов дослідив в 1937 р. Е.Бенінгер, проте перші відкриття цієї культури були зроблені в 1888-1894 рр. Е.Хоенінгом.
На півночі поселення цієї культури межують з поселеннями пшеворської культури, на сході з поселеннями зарубинецької культури.